# Boris Magaš
Boris Magaš (* 22. August 1930 in Karlovac; † 24. Oktober 2013 in Rijeka) war ein jugoslawischer bzw. kroatischer Architekt.

## Leben
Er schloss 1955 ein Architektur-Studium an der Universität Zagreb ab, wo er danach einige Jahre lang als Dozent tätig war. Ab 1967 war er Leiter der Designabteilung des Zagreber Architekturbüros Interinženjering, ab 1969 Chefdesigner bei Građevno projektni zavod (Anstalt für Bauprojekte) in Rijeka. An der Universität Rijeka, wo er 1977 promovierte, war er ab 1974 Außerordentlicher Professor, ab 1980 Ordentlicher Professor für Architektur. 1983 wurde er Ordentlicher Professor für Architektur an der Universität Zagreb; er ging 2001 in den Ruhestand.
Das bekannteste von Magaš entworfene Bauwerk ist das Stadion Poljud in Split (1979). Neben Hotelanlagen und Universitätsgebäuden entwarf er auch Kirchen, so zum Beispiel die Augustin-Kažotić-Kirche der Dominikaner im Zagreber Stadtteil Peščenica–Žitnjak (1998).

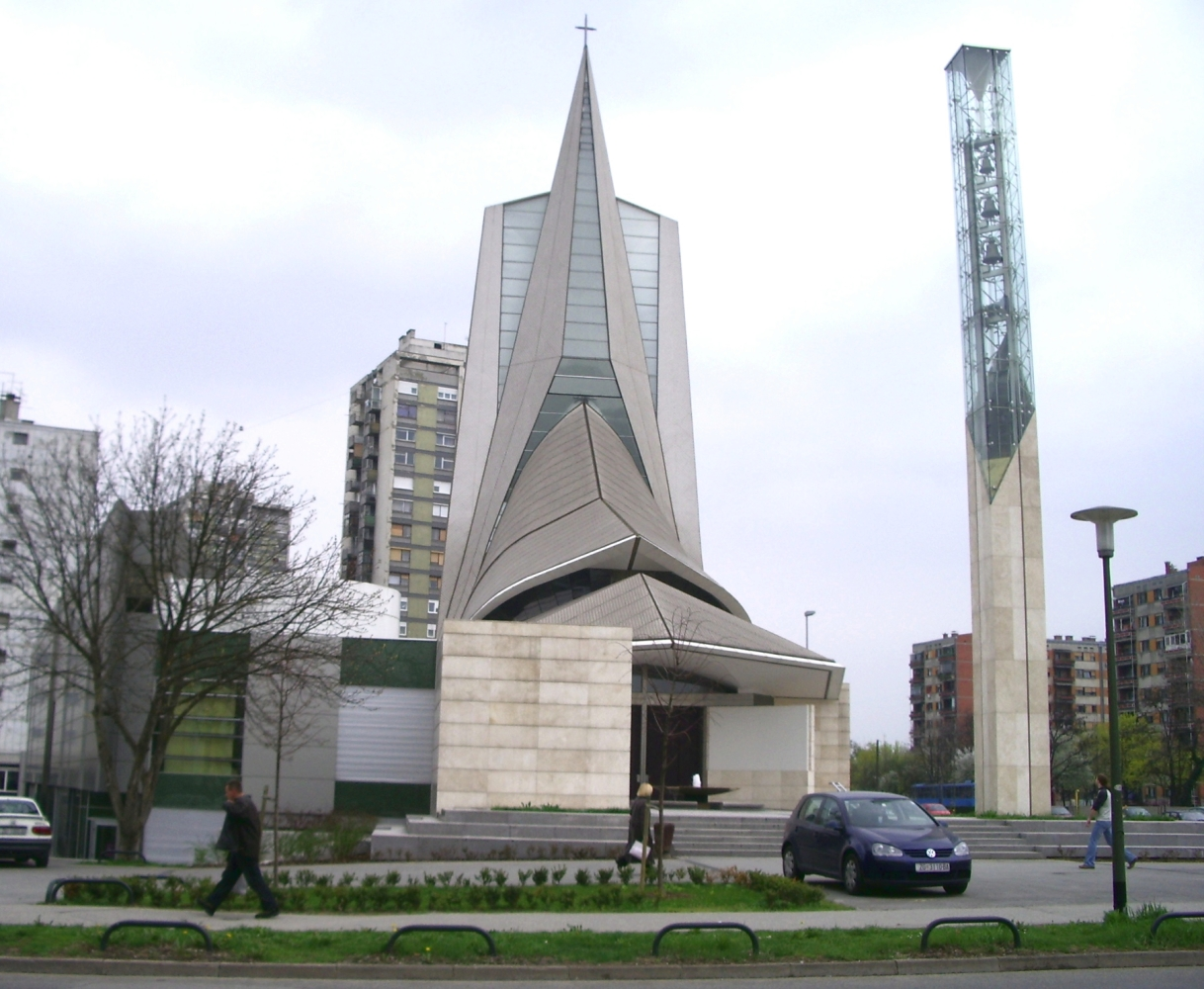
Augustin-Kažotić-Kirche in Zagreb

Boris Magaš wurde 1988 außerordentliches Mitglied und 1991 Vollmitglied der Jugoslawischen bzw. Kroatischen Akademie der Wissenschaften und Künste.